# Домус Льва
Домус Льва (итал. Domus e mosaico del Leone, I века до н.э.) — древнеримский домус патриция с античной мозаикой, включающей панно с изображением льва. Обнаружен Франческо Савини в 1891 году во время реконструкции здания в цокольном этаже палаццо Савини на улице Корсо Черулли в Терамо.
Предположительно домус принадлежал Сорнацию, сыну Велина Барбы, легату Лукулла в Асии между 74 и 68 годами до н.э.

## Домус
Древнеримский домус был построен по образцу домусов II века до н.э. Точно такие же сохранились в Помпеях. Помещения располагались по оси вестибюль — атриум — таблинум. Имелся также перистиль, украшенный мраморными статуями и другими архитектурными и декоративными элементами.
Вход через вестибюль вёл в атриум, который имел крышу, поддерживаемую четырьмя угловыми колоннами (перистасисом). Сохранившийся пол в атриуме, длинной 10 метров 40 сантиметров и шириной 6 метров 70 сантиметров, был сделан из небольших белых плиток с разноцветной мраморной крошкой. Весь пол обрамлен широкой чёрной плиткой, окантованной рисунком с изображением ромбовидных весов. Этот тип напольного покрытия был распространён в Древнем Риме с начала I века до н.э. по I век н.э., то есть до периода Юлиев-Клавдиев.
В центре атриума находятся фрагменты имплювия, представлявшего собой бассейн, шириной 4 метра 90 сантиметров и длинной 2 метра 50 сантиметров, для сбора дождевой воды. Далее находился вход в квадратный таблинум со сторонами в 3 метра 80 сантиметров, откуда можно было попасть в перистиль. Хорошо сохранилась полихромная мозаика с натуралистическими мотивами, покрывающая пол таблинума. Панно в центре изображает борьбу льва со змеёй.

## Мозаика
Мозаика сначала была выложена на мраморной или терракотовой основе и только потом закреплена на полу. Мастер продемонстрировал филигранное владение техникой и внимание к деталям (длина усов, круглые зрачки и радужная оболочка глаз льва).
При составлении мозаики были использованы только два цвета — оранжевый и бирюзовый с их многочисленными оттенками. Четыре ряда плиток с орнаментом из роз, ромашек и лавровых венков выложены лентой.
В центре всей композиции находится изображение льва, атакующего змею. Это изображение дало название всему домусу. Вокруг сцены атаки богатый растительный орнамент — дерево  с корявым стволом и густой кроной и растение с широкими листьями. Впечатление от изображения усиливается благодаря эффекту светотени. Источник света, кажется, находится справа, освещая полностью морду льва.